# Саша Соколова
Саша Соколова (род. 29 сентября 1990 года, Москва) — российская современная художница. Живёт и работает между Москвой и Барселоной. Представляла свои работы на персональных выставках в России, Польше и Германии.

## Биография
Саша родилась в 1990 году в творческой семье. В 9 лет поступила в Школу акварели Сергея Андрияки в Москве. В 2015 году с отличием закончила художественный факультет Всероссийского государственного института кинематографии. В 2015 году там же получила степень магистра изящных искусств. Также она окончила курсы живописи в технике горячей эмали.
На профессиональное становление Саши повлиял родной дедушка. Он учил её рисовать с 4-х лет. Сам он сделал карьеру художника после окончания Великой Отечественной войны, рисуя в стиле советского реализма. «Мы вместе выходили в поле, и мне нравилось исследовать природу, используя мои карандаши и краски. Он был строгим учителем, который в то время мне не нравился, но я ценю это сейчас, поскольку дисциплина была важным балансом для моей артистической натуры. В то же время я училась музыке. Поэтому меня воспитали так, чтобы я могла понимать гармонию и любить искусство».

## Выставки
- 2019 c 9 июля по 7 августа - персональная выставка Splash в Artis Gallery в Центре современного искусства Винзавод в Москве. Яркие работы Саши воплощали в себе фантазии-воспоминания об идеальном лете. Организаторы сравнивают стиль художницы со спокойствием элитных домов Лос-Анджелеса 1960-1970-х, которое присуще работам Дэвида Хокни. Однако Саша обращается к своим детским воспоминанием о маленьком бассейне на подмосковной даче, который объединял всех членов семьи. В её интерпретации бассейн - это место силы и единения, главный символ которого брызги[3].
- 2019 со 2 февраля по 3 марта - участие в групповой выставке BIg City Life от галереи Artis в Красном цеху ЦСИ Винзавод. Соколова показала серию картин о Барселоне[4].
- 2018 с 8 по 31 мая - презентация спецпроекта «364 дня» в Pop Up Museum современного русского искусства в Москве[5][6] «364 дня» – художественный и культурный проект, документирующий повседневную жизнь ветеранов Великой Отечественной войны[7]. Идея возникла у автора после наблюдений за своим дедушкой. Выставка состояла из серии портретов участников войны и черно-белых картин-воспоминаний. Всего в проекте приняли участие 9 ветеранов[8].
- 2017 с 11 ноября по 9 декабря - персональная выставка Momentos в Galerie Vinogradov Berlin в Германии[9]. На её создание Сашу Соколову вдохновила Барселона. Столица Каталонии является одним из самых популярных мест в Европе наряду с Берлином, поэтому волны туристов искажают повседневную жизнь этих городов. Саша представила на выставке серию работ маслом, где акцентировала внимание на буднях коренных жителей европейских мегаполисов[10].
- 2017 год с 13 октября по 5 ноября - персональная выставка Conversations в Sztuka Wyboru Galeria в Гданьске (Польша)[11]. Организаторы назвали стиль Соколовой городской панорамой, в которой главные герои картин ведут себя повседневно и независимо от наблюдателей, не обращая на последних никакого внимания[12].

## Проекты
В 2017 году Саша Соколова стала единственным художником из России, принявшим участие в создание фильма «Ван Гог. С любовью, Винсент». Это был первый в мире полностью нарисованный масляными красками на холсте анимационный полнометражный фильм, при создании которого было написано более 60 000 картин маслом.
В рамках продвижения фильма Саша нарисовала несколько портретов российских знаменитостей, стилизованных под картины Ван Гога. В список вошли Ирина Горбачева, которая озвучивала фильм, Иван Ургант, Ани Лорак, Максим Виторган и др. Но больше всего, по словам художника, ей понравился портрет Сергея Шнурова: «Мне кажется, что он особо хорошо отражает бунтарский дух певца. Интенсивные цвета, которые я так люблю у Ван Гога, и атрибуты в виде шапки и трубки, на мой взгляд, очень органично связались воедино с образом Сергея Шнурова».

## Награды
Финалистка конкурса BP Portrait Award. Для участия Саша нарисовала портрет своего родного дедушки.
Удостоена стипендий Фонда В. Спивакова и Фонда «Юные дарования».